# USS Voge
L'USS Voge (FF-1047) était une Frégate de classe Garcia de l’United States Navy. Elle a été nommée en l’honneur du contre-amiral Richard George Voge. Elle remplissait une mission de protection de la navigation et de lutte anti-sous-marine (ASM) pour les forces expéditionnaires amphibies, les groupes de ravitaillement en mer et les convois de navires marchands. Elle a apporté des contributions notables aux tactiques de « retenue » des sous-marins avec son navire-jumeau l’USS Koelsch (FF-1049). En 1976, l’USS Voge est entré en collision avec le sous-marin soviétique K-22 de classe Echo II.

## Historique
L’USS Voge a été mis sur cale le 21 novembre 1963 par la Defoe Shipbuilding Company à Bay City (Michigan). Il a été lancé le 4 février 1965, parrainé par Mme Alice Voge Oetting, veuve du contre-amiral Voge, et mis en service au chantier naval de Boston le 25 novembre 1966. Il resta au chantier naval de Boston jusqu’au 11 avril 1967, achevant son armement. Ce jour-là, il quitta Boston à destination de son port d'attache, Newport (Rhode Island), d’où il opéra jusqu’à la mi-mai. Le 15 mai, il quitta Newport pour sa croisière d’essai, qui dura jusqu’au 24 juin. Au cours de celle-ci, il opéra à partir de la baie de Guantánamo, à Cuba. L’escorteur océanique retourna à Newport le 24 juin et mena des opérations locales à partir de cette base jusqu’à la fin du mois de juillet. Le 1er août, il retourna au chantier naval de Boston pour sa révision post-déploiement. Celle-ci l’occupa pour le reste de l’année 1967 et pendant les deux premiers mois de 1968.
En mars 1968, il rejoint l’escadre d’escorte (CortRon) 6 à Newport et commence à soutenir le développement et l’essai de tactiques sophistiquées de lutte anti-sous-marine et d’équipements connexes. Ses opérations au départ de Newport se poursuivirent jusqu’à la fin de 1968.
En février 1969, il commença les préparatifs d’une brève croisière vers l’Europe du Nord pour participer à un exercice de l’OTAN. Il quitta Newport le 1er avril et fit sa première escale à Lisbonne au Portugal plus tard dans le mois, après avoir effectué des exercices de lutte anti-sous-marine avec des navires des marines espagnole et portugaise. Du Portugal, il s’est rendu à Spithead en Angleterre pour une revue royale de la flotte de l’OTAN à l’occasion du 20e anniversaire de l’organisation du traité. À la fin de mai et au début de juin, il fit escale à Cherbourg en France. Édimbourg en Écosse, et Brême en Allemagne. Il effectua d’autres exercices de chasse aux sous-marins en mer entre ces escales.
De Brême, l’USS Voge retourna à Newport. Sur le chemin du retour, il rencontra un sous-marin soviétique dont il fut confirmé plus tard qu’il était de classe Yankee. L’USS Voge a appliqué avec succès des tactiques de retenue sur le sous-marin soviétique, et il a reçu plus tard la Meritorious Unit Commendation pour ses efforts. Après avoir terminé la période habituelle de congés et de réparation après la croisière, l’escorteur océanique a repris ses fonctions à partir de Newport, pratiquant et testant les tactiques de lutte anti-sous-marine et testant l’équipement de lutte anti-sous-marine nouvellement développé. Une telle routine l’occupa jusqu’en août 1970, date à laquelle il entra au chantier naval de Boston pour sa première révision régulière.
L’USS Voge termina sa période au chantier naval à la fin de janvier et passa le mois de février à effectuer des essais en mer après sa révision. Après des exercices de tir dans la zone d’opération des caps de Virginie au début du mois de mars, il appareilla le 12 mars 1971 pour sa croisière d’entraînement de recyclage dans la zone d’opération de la baie de Guantánamo. L’USS Voge retourna à Newport le 10 mai et reprit ses opérations dans la région de la baie de Narragansett. Il continua cette routine jusqu’au printemps suivant, lorsqu’il traversa l’Atlantique pour des exercices bilatéraux de lutte anti-sous-marine entre les États-Unis et l’Espagne et un autre exercice avec des navires de la marine portugaise. L’USS Voge rentra chez lui par une très violente tempête et arriva à Newport le 24 avril 1972.

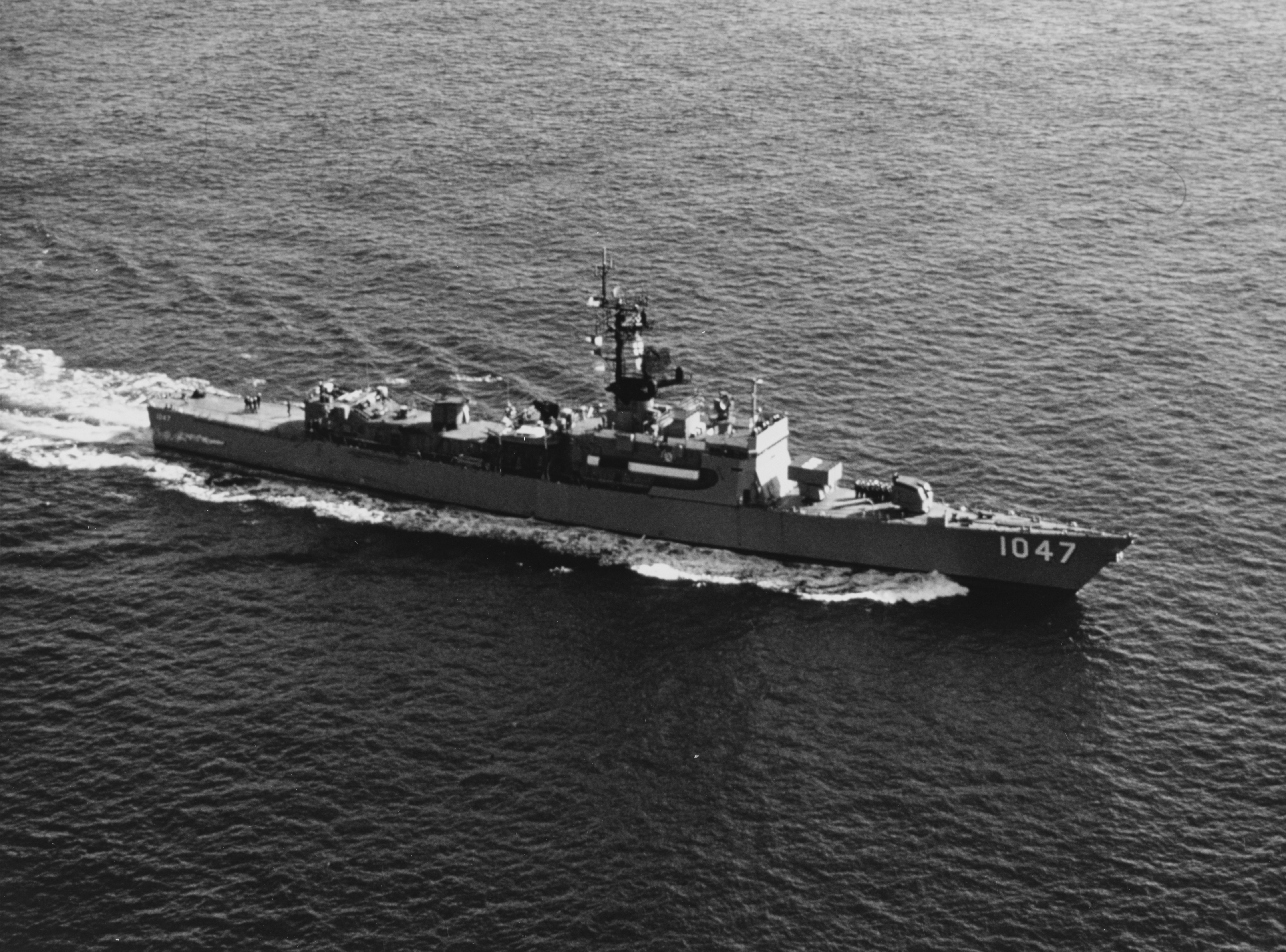
L’USS Voge en 1971, avant l’ajout du hangar à hélicoptère.

L’escorteur océanique commença immédiatement les préparatifs pour son premier déploiement avec la Sixième flotte en mer Méditerranée. Le 13 juin, le navire de guerre commença son voyage vers Rota en Espagne, où il arriva le 22 juin. Au cours des six mois qui suivirent, l’USS Voge rejoignit d’autres navires de la Sixième flotte dans une série d’exercices nationaux et bilatéraux, et effectua des escales dans toute la Méditerranée. Sa visite à l’École de guerre navale turque, sur l’île de Heybeliada, dans la mer de Marmara, au début du mois d’août, et sa participation à l’exercice multinational de l’OTAN « Deep Furrow » à la fin de septembre ont été particulièrement intéressantes. Début novembre, il est affecté à une mission spéciale d’observation des sous-marins soviétiques qui se rendent en Méditerranée et la quittent. À une occasion, il a suivi un sous-marin soviétique sur environ 300 milles dans l’Atlantique avant de rompre le contact et de retourner en Méditerranée. Le 10 décembre, il termina le transfert de sa mission à sa relève, l’USS Du Pont (DD-941), et mit le cap sur Newport où il arriva le 18 décembre.
Après avoir terminé le mois habituel de congé et de réparations après ce déploiement, l’USS Voge reprend en janvier 1973 ses opérations normales sur la côte est. Cette routine l’occupa pendant la majeure partie de l’année 1973 et comprenait deux exercices majeurs en mars, une brève tournée en tant que destroyer école en avril, une participation à des exercices bilatéraux avec des navires de la marine française en juin et une croisière d’entraînement des aspirants en juillet. Il reçut le 16 août l’ordre de changer son port d'attache pour la base navale de Mayport, en Floride. Quatre jours plus tard, il mit le cap sur le sud. Il arriva à Mayport le 22 août et commença des opérations locales qui le maintinrent occupé jusqu’à la fin de l’année.
À la fin de décembre, l’USS Voge commença ses préparatifs pour retourner en Méditerranée. Le 4 janvier 1974, l’USS Voge quitta Mayport pour rejoindre la Sixième flotte. Il arriva à Rota le 14 janvier et remplaça l’USS Claude V. Ricketts (DDG-5) avant de rejoindre le 19 janvier le Task Group (TG) 60.1 près de Golfe Juan, en France. Encore une fois, le navire de guerre s’est joint à des unités de la 6e flotte et des marines alliées dans une série d’exercices nationaux et bilatéraux, ainsi que dans au moins un exercice multilatéral. Il effectua de nouveau des escales le long du littoral méditerranéen avant de quitter Rota le 24 juin pour rentrer chez lui.
Après être rentré à Mayport le 3 juillet, le navire consacra le mois de juillet aux congés et à l’entretien après son déploiement. Une cale sèche était disponible à Mayport pour sa révision régulière, qui l’occupa tout le mois d’août. Le 4 septembre, il quitta Mayport, et il arriva le lendemain à Charleston (Caroline du Sud). Il entra au chantier naval de Charleston le 6 septembre et commença une révision de 10 mois. Alors qu’il était à Charleston, il fut reclassé comme frégate et rebaptisé FF-1047 le 1er juillet 1975.
Quinze jours plus tard, sa révision était terminée et l’USS Voge retourna à Mayport. L’entraînement de recyclage et les exercices d’appui-feu naval l’occupent jusqu’en octobre, date à laquelle il retourne à Charleston pour une disponibilité restreinte de trois mois afin de corriger des problèmes dans son installation de propulsion principale. À la fin de décembre, le navire de guerre retourna à Mayport. L’USS Voge resta à son port d’attache jusqu’à la mi-février 1976, date à laquelle il reprit la mer pour participer à des exercices dans les Caraïbes avec des unités des marines néerlandaise et britannique.

## Collision avec le sous-marin soviétiqueK-22
De retour au port, la frégate entame les préparatifs de son troisième déploiement en Méditerranée. Après une brève visite à Charleston (Caroline du Sud) il quitta ce port le 14 avril et se dirigea vers Rota où il arriva le 26 avril. Pendant une grande partie de ce déploiement, des escales tout au long de la Méditerranée ont ponctué une série d’exercices menés avec des unités de la 6e flotte et des marines étrangères. Il reprit également ses fonctions de surveillance des forces navales soviétiques opérant en Méditerranée. Le 28 août 1976, alors qu’il opérait en compagnie de l’USS Moinester (FF-1097) dans la mer Ionienne près de la Grèce à 36° 2' N et 20° 36' E, l’USS Voge a vu le périscope du sous-marin soviétique K-22 de classe Echo II suivre l’USS Moinester, et apparemment inconscient de la présence de l’USS Voge. Pendant environ deux heures, l’équipage de l’USS Voge a gardé le K-22 sous surveillance, au point même d’obtenir un certain nombre de photos du périscope. Le capitaine du K-22 a apparemment perdu la trace de l’USS Moinester à plusieurs reprises. Bientôt, le capitaine du sous-marin remarqua l’USS Voge pour la première fois et réalisa qu’il était sur le point d’entrer en collision avec lui. Trop tard, il ordonna une plongée d’urgence. Quelques secondes plus tard, la proue et le kiosque du K-22 éperonnèrent le côté bâbord de l’USS Voge. Le K-22 a subi des dommages au tube lance-missiles n° 1, aux dispositifs de déploiement et à la structure de l’aileron de plongée. L’USS Voge a subi de graves dommages structurels à la poupe qui ont nécessité une mise en cale sèche à Toulon, en France,.

## Déploiement post-réparations
Le 7 novembre, l’USS Voge termina avec succès ses essais en mer après le passage en cale sèche, puis il se dirigea vers Rota pour y faire ses préparatifs de retour au pays. Le 20 novembre, il quitta Rota à destination de Mayport. La frégate rentre dans son port d’attache le 2 décembre. L’USS Voge passa presque tous les sept mois qui suivirent dans le port de Mayport, ne prenant la mer que pour tester l’installation de propulsion principale. Le 11 juillet 1977, il retourna vers Rota en compagnie du porte-avions USS Saratoga (CVA-60) et de la frégate USS Koelsch (FF-1049) pour servir avec la 6e flotte. Cependant, il reçut bientôt l’ordre de retourner à Mayport en raison de ses réservoirs d'eau potable contaminés, et il rentra chez lui le 13 juillet. Le 27 juillet, la frégate reprend la mer et, après un transit solitaire dans l’Atlantique, il arrive finalement à Rota le 3 août. Encore une fois, des escales et des exercices (unilatéraux, bilatéraux et multilatéraux) l’ont occupé pendant cette période de service dans la « mer du milieu ». Le 12 décembre, il passa le contrôle opérationnel à la 2e flotte à Gibraltar et retourna vers Mayport. La frégate est arrivée à la maison deux jours avant Noël et a commencé à se mettre en service après le déploiement.
L’USS Voge a passé les cinq premiers mois de 1978 à participer à des exercices à partir de Mayport. Au début de juin, il partit pour les Bahamas où il assura des services de soutien aux sous-marins. La frégate s’est ensuite rendue à Charleston pour y charger des munitions et a poursuivi sa route vers Boston. Le 12 juillet, l’USS Voge entame une révision programmée au chantier naval de Braswell, dans le sud de Boston, qui se poursuit jusqu’en 1979.

## Système de commandement et de contrôle des navires ASM
Le système de commandement et de contrôle des navires ASWSC (ASWSC&CS) était un système de données tactiques navales (NTDS) pour la lutte anti-sous-marine. Il n’a été mis en œuvre que sur l’USS Voge, l’USS Koelsch et le porte-avions ASM Wasp en 1967. L’ASWSC&CS a permis de développer des améliorations dans la lutte anti-sous-marine à l’aide d’ordinateurs numériques, qui ont été mis en œuvre dans d’autres classes de navires ASM. Les trois navires opéraient ensemble en tant que groupe de chasseurs-tueurs de sous-marins et ils ont acquis la réputation d’être les meilleurs de la flotte dans ce rôle. En 1969, l’USS Voge détecta un sous-marin soviétique en immersion et utilisa des tactiques de contrainte sur le sous-marin au point de le forcer à faire surface. Pour cette action, l’USS Voge a reçu la Meritorious Unit Commendation. Les deux destroyers d’escorte équipés de l’ASWSC&CS ont fait de la traque des sous-marins soviétiques une science et ont lancé un tout nouveau concept d’exercice de « contrainte » qui restreint les options de manœuvres du sous-marin. Ils avaient la capacité à suivre continuellement un sous-marin soviétique jusqu’à ce qu’il fasse surface ou que le navire poursuivant soit à court d’énergie.
UNIVAC a été chargé de définir le matériel et de développer le logiciel pour incorporer les fonctions de lutte anti-sous-marine.

## Destin
Après sa mise hors service le 23 août 1989, l’USS Voge a été mis en réserve au chantier naval de Philadelphie. L’USS Voge a été vendu à la ferraille le 25 juillet 1995, mais a été racheté par la marine. Le 26 mai 2000, un contrat de démolition du navire a finalement été attribué à la Metro Machine Corp. de Philadelphie, en Pennsylvanie, pour un montant de 2 600 000 $, le contrat s’achevant le 16 janvier 2001.

## Distinctions
| Bronze star                             | Navy Meritorious Unit Commendation (avec une étoile de service en bronze)                                                                     |
| Gold star                               | Coast Guard Meritorious Unit Commendation (avec une étoile d’or)                                                                              |
|                                         | Navy E Ribbon (3) |
|                                         | Navy Expeditionary Medal |
|                                         | National Defense Service Medal |
|                                         | Humanitarian Service Ribbon |
|                                         | Sea Service Deployment Ribbon (10 au total)                                                                                                   |
| Bronze star · Bronze star · Bronze star | Coast Guard Special Operations Service Ribbon (avec trois étoiles de bronze) – Coast Guard LEO (opérations d’application de la loi) 1987-1988 |